# Mai dimenticare
Mai dimenticare (N'oublier jamais) è un romanzo  giallo francese di Michel Bussi, edito nel 2014. In lingua italiana, è stato pubblicato da Edizioni e/o nel 2017.

## Trama
Jamal Salaoui, trentenne musulmano con una protesi al carbonio al posto di una gamba, vuole partecipare alla difficile corsa campestre Ultra-Trail del Monte Bianco, così da essere il primo portatore di handicap a raggiungere questo traguardo. Per allenarsi, nel febbraio 2014 l'uomo si reca a Yport, piccolo paesino della costa normanna. Durante una allenamento mattutino, Jamal vede sulla scogliera una bellissima giovane che sta per suicidarsi, e prova inutilmente a fermarla.
Sulla stessa spiaggia, dieci anni prima, fu ritrovato il cadavere di un'altra bellissima donna, la diciannovenne Morgane Avril, violentata e strangolata con una costosa sciarpa rossa.
Il giallo rivelerà l'assassino di Morgane e della giovane Mirtylle Camus, morta anche lei nel 2004, strangolata dopo aver subito violenza sessuale, sempre sulle coste della Normandia.